# Panulia
Panulia is een geslacht van vlinders van de familie spanners (Geometridae), uit de onderfamilie Oenochrominae.

## Soorten
- P. achloraria Warren, 1894
- P. ajaia Walker, 1859
- P. albifimbria Warren, 1897
- P. dentilineata Warren, 1905
- P. lapidata Warren, 1893
- P. papuensis Warren, 1897
- P. phauda West, 1930
- P. pulverosa Warren, 1906
- P. punctilinea Warren, 1899
- P. unilineata Walker, 1866
- P. venusta Warren, 1899
- P. vinacea Warren, 1899
- P. vulsipennis Prout, 1934